# Michael Drayton
Michael Drayton (ur. 1563, zm. 23 grudnia 1631) – poeta angielski.
Był autorem cyklu sonetów Ideas Mirrour (1594) wzorowanych na twórczości Williama Szekspira i Francesca Petrarki. Pisał też poematy historyczne (The Barons' Wars) i pasterskie, wśród nich poemat Poly-Olbion (1612–22) będący poetyckim opisem topograficznym Anglii.